# Hans Jentzsch
Hans Jentzsch (vor 1602 – nach 1633) war im 17. Jahrhundert ein Dresdner Ratsherr und Bürgermeister.

## Leben
Jentzsch stammte aus einer alteingesessenen Ratsherrenfamilie, deren Mitglieder mehrfach im Ratsverzeichnis genannt werden. U.a. ist 1624 ein Hieronymus Jentzsch als neues Mitglied des städtischen Rates erwähnt. Im gleichen Jahr wird Elias Jentzsch, der später ebenfalls Bürgermeister war, als Stadtrichter genannt.
Hans Jentzsch trat 1602 dem Rat bei und wurde 1624 erstmals regierender Bürgermeister. Gemäß Ratsordnung hatte er dieses Amt erneut in den Jahren 1627 und 1630 inne. Diese sah vor, dass alle Bürgermeister auf Lebenszeit im Amt blieben und sich jeweils im Wechsel regierender, sitzender und ruhender Bürgermeister abwechselten. Nur in begründeten Ausnahmefällen, wegen Wegzugs oder Altersschwäche, konnte von dieser Regelung abgewichen werden. Während Jentzschs Amtszeit muss es jedoch erhebliche Versäumnisse in der Amtsführung gegeben haben, so dass er 1633 zum Verzicht auf seine Stellung wegen schlechter Geschäftsführung gezwungen wurde. Als Entschädigung bewilligte man ihm eine jährliche Unterstützungszahlung in Höhe von 150 Gulden.